# Cyclophora punctaria
for the Australian rainforest tree known as Maiden's Blush, see Sloanea australis
The Maiden’s Blush (Cyclophora punctaria) là một loài bướm đêm thuộc họ Geometridae. Loài này được tìm thấy ở châu Âu.
Sải cánh dài 18–25 mm. Chiều dài cánh trước là 13–16 mm. Con trưởng thành bay in generations từ tháng 5 đến tháng 6 và in August. .
Ấu trùng ăn oak leaves.

## Hình ảnh

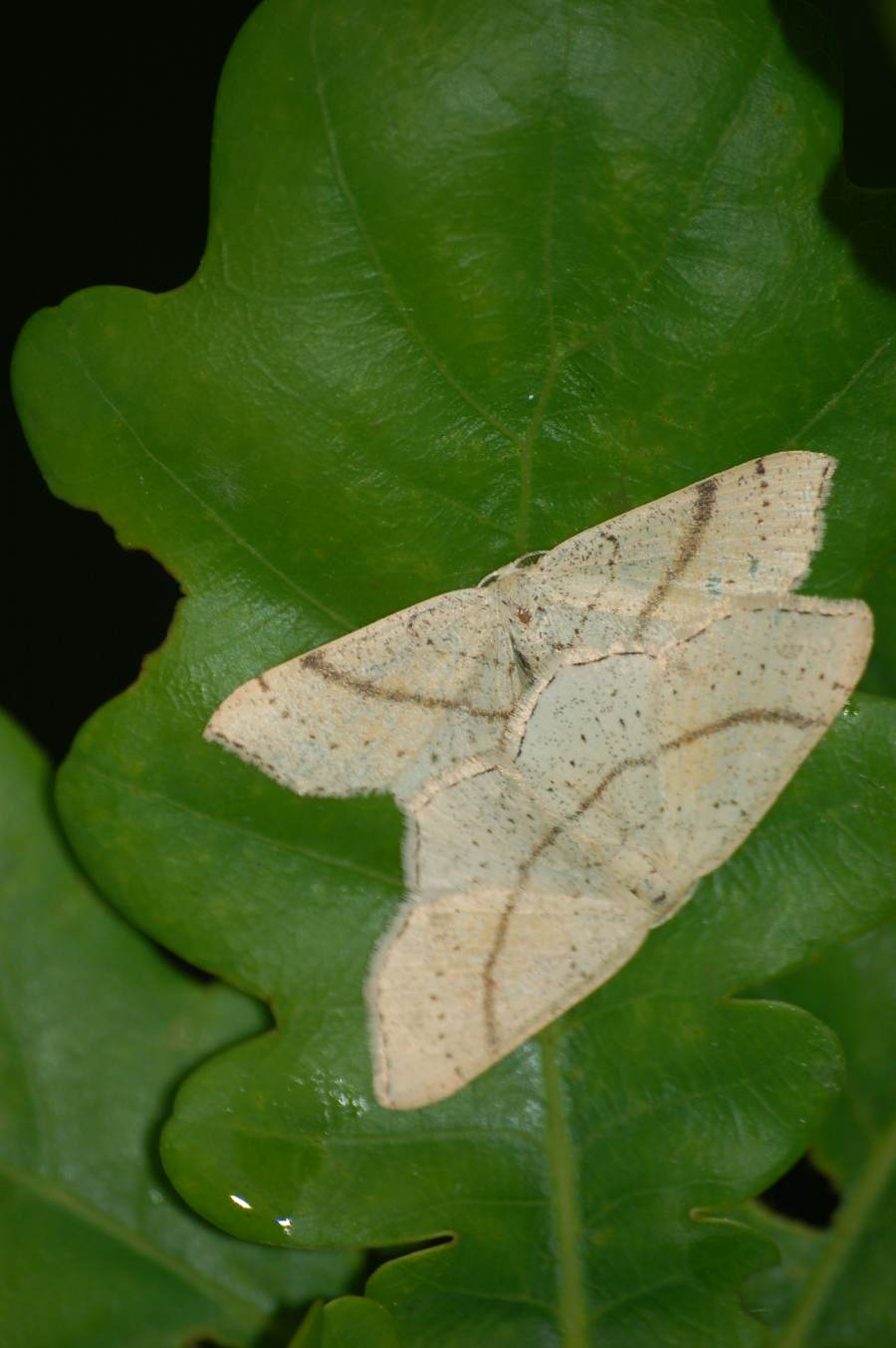
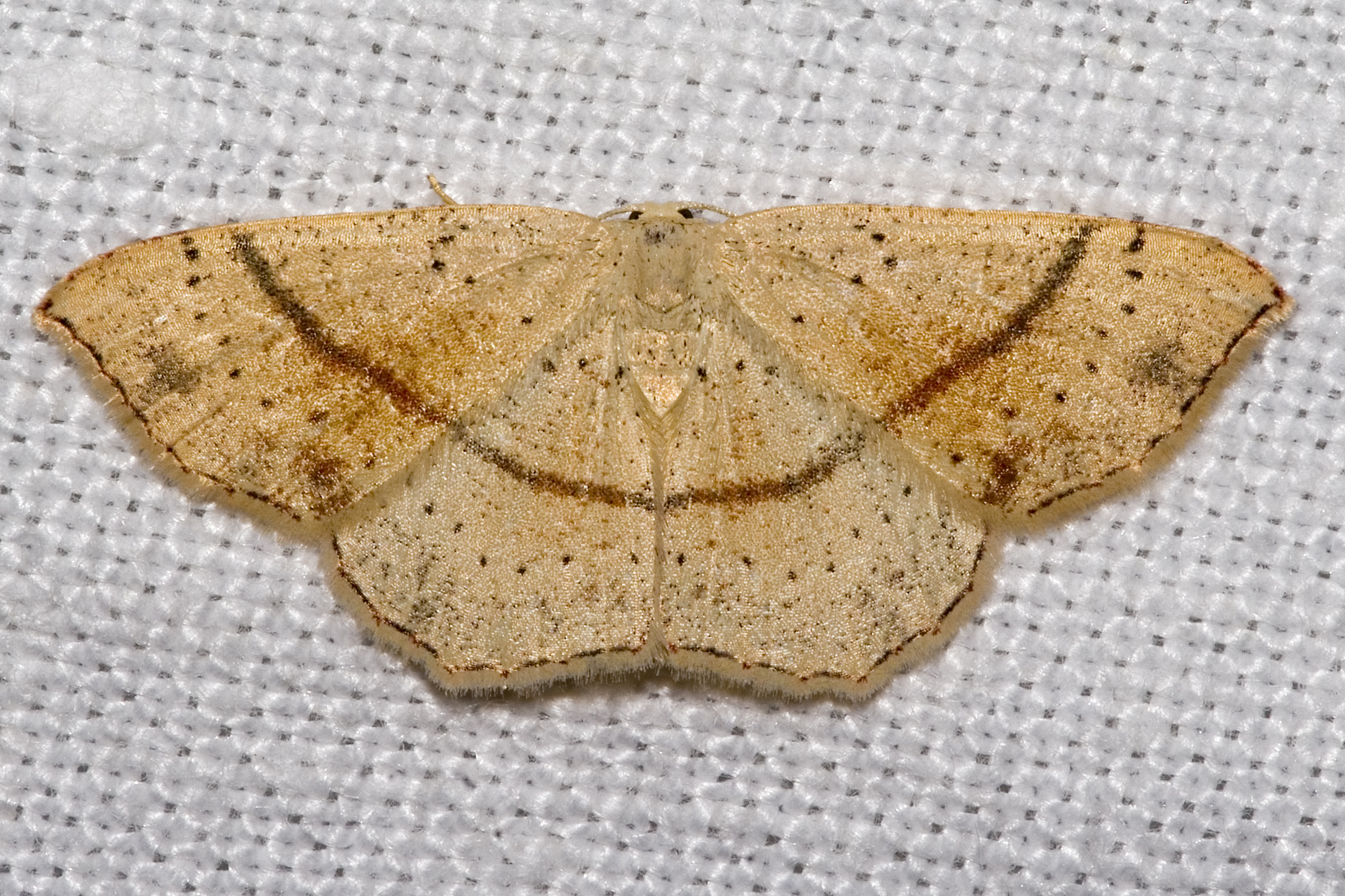
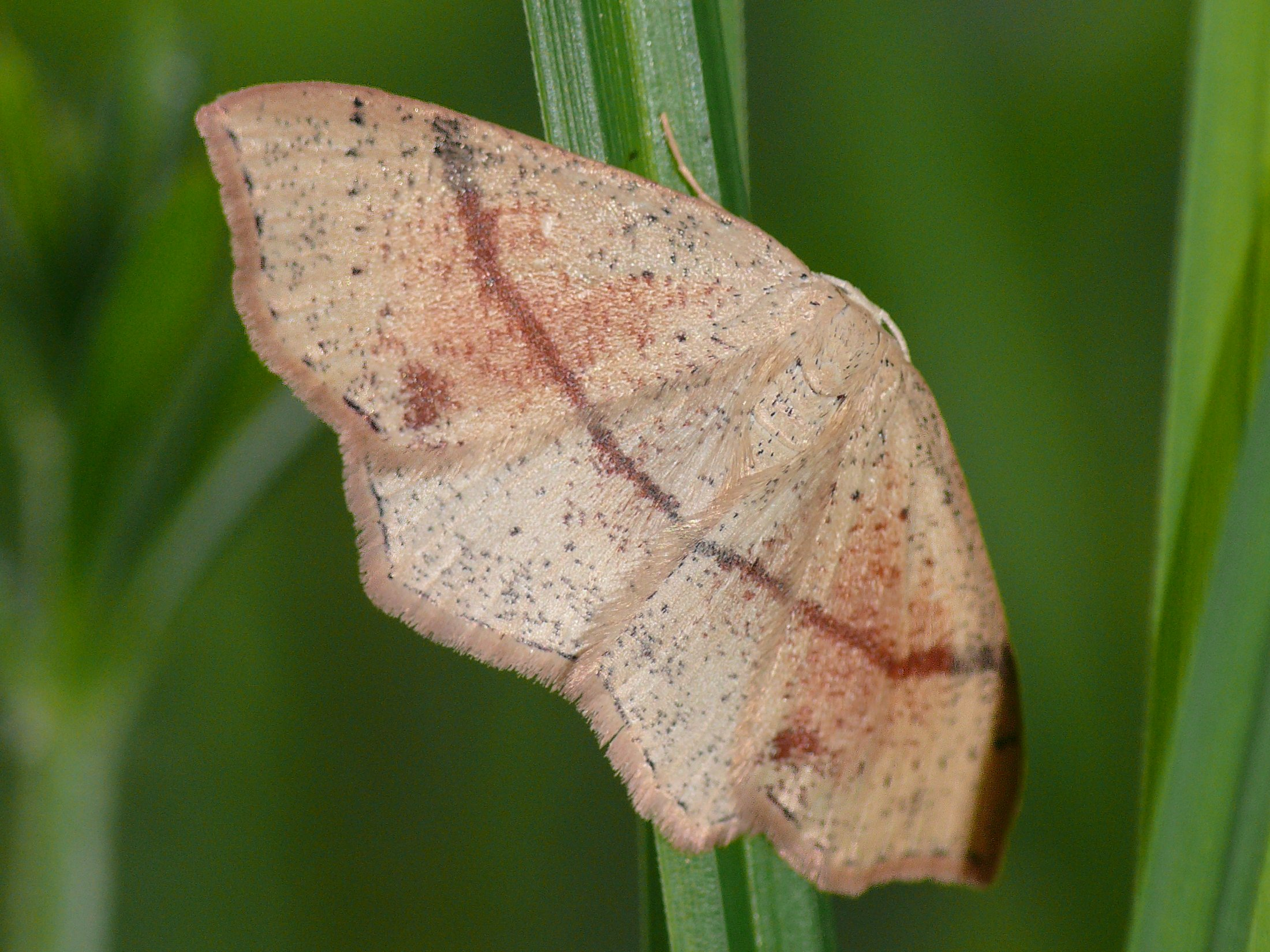
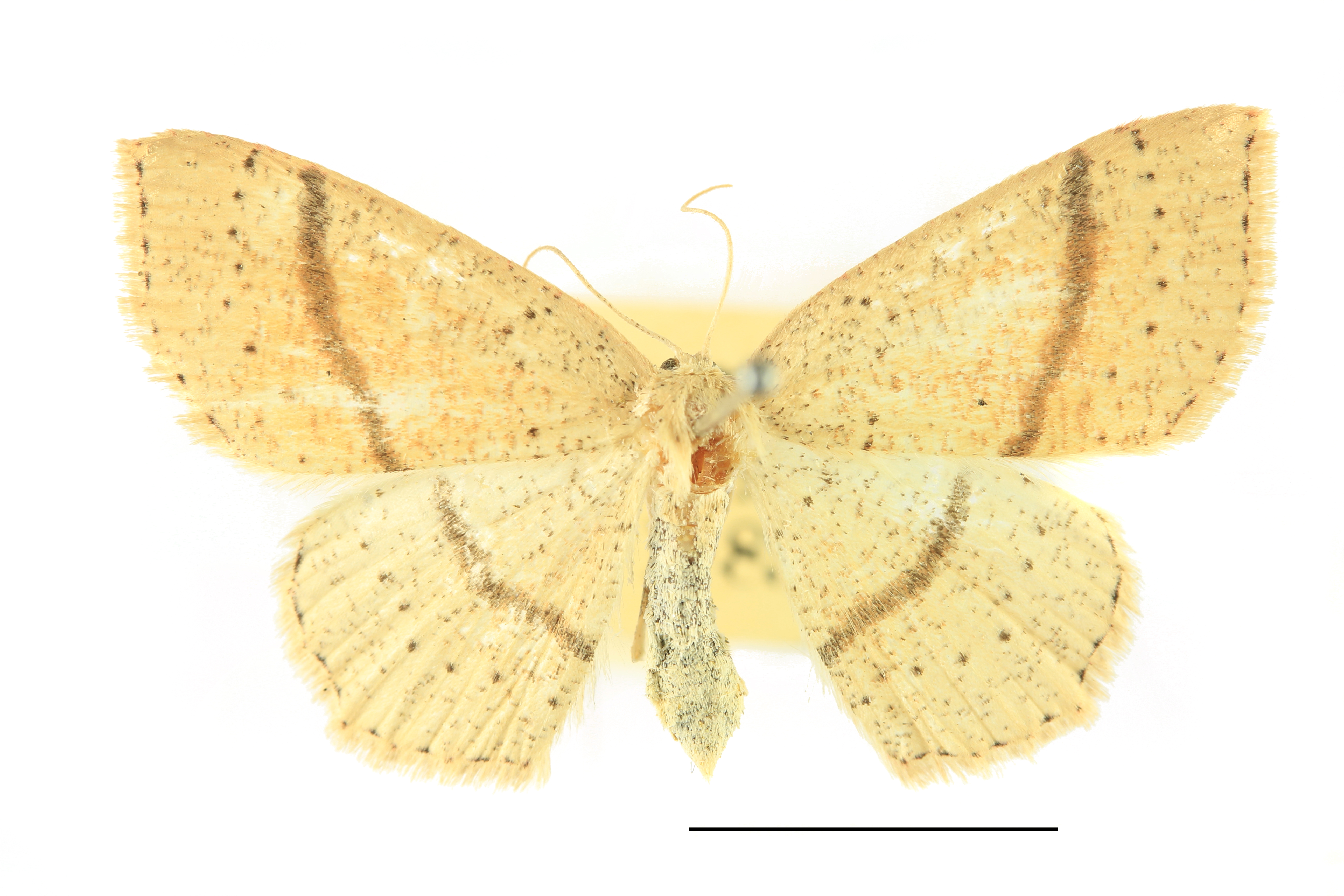